# T-155 Fırtına
El T-155 Fırtına (en turco: T-155 Fırtına, T-155 Tormenta) es la versión turca del K-9 Thunder, un obús autopropulsado de 155 mm fabricado en Corea del Sur.

## Historia
Según la licencia otorgada por la empresa Samsung Techwin, las primeras ocho unidades del T-155 se construyeron en Corea del Sur, siendo las restantes 150 de las 300 unidades originalmente ordenadas producidas en Turquía. El costo total del proyecto se reportó, incluyendo los acuerdos de transferencia de las tecnologías esenciales y otras maquinarias indispensables, por una cifra de 1000 millones de dólares.
Aunque esencialmente es una fabricación bajo licencia de los sistemas básicos del K-9; incluyendo el cañón de 155 mm de diseño surcoreano, así como la mayoría del chasis, el sistema de reaprovisiónamiento automático; y de los mecanismos de autocarga, y de conservar el motor diésel modelo MTU-881 KA 500 de diseño alemán sin embargo, existen muchas diferencias considerables entre el diseño surcoreano y el T-155 Firtina, como en el diseño de su torreta, partes del chasis, en el sistema de navegación, y en los dispositivos de asistencia y control electrónico (como el sistema de radio y de control de tiro); que se desarrollaron localmente. Difiere del K-9 en la falta de un sistema de visión panorámica para el comandante. El sistema de navegación inercial fue desarrollado y es manufacturado por la firma local de sistemas de defensa ASELSAN, los que le determinan su acierto a los blancos y las coordenadas del mismo, con un margen de desviación de hasta 17,5 m.
Los sistemas de artillería T-155 son construidos en la 1.ª Planta de Mantenimiento Central y de Comando del Ejército de Turquía en Adapazarı. La producción actual alcanza los 24 vehículos por año. Desde 2001 hasta diciembre de 2009, más de 150 unidades han sido entregadas al Ejército de Turquía. Se planea la construcción total de 300 a 350 unidades de los sistemas T-155 Fırtına, más la posibles venta a clientes extranjeros.

## Características
El T-155 Fırtına ha sido construido sobre la base de las partes estructurales, armamentos y componentes motrices del K-9 Thunder; siendo sus desempeños artilleros similares, pero diferenciándose en sus municiones, las que en el sistema turco le dan un alcance máximo de entre 30 hasta los 56 km, dependiendo del tipo de munición usada. Este tiene un tiempo de reacción muy bajo, con una velocidad tope de 66 km/h, y cuenta con un alcance operativo de 480 km.
Sus sistemas y equipos han sido adaptados a los requerimientos y estándares de la OTAN, en cuanto a sus sistemas de intercomunicación, detección de aliados/atacantes, y la posibilidad de usar municiones de carros de combate que utilicen cañones de calibres similares, dándole con ello la posibilidad de poder interoperar junto a piezas de artillería móvil y/o estacionaria del mismo calibre de otros países miembros de la OTAN.

## Variantes

### T-155 Fırtına
Ante el inicio de los últimos programas de actualización en los obuses M-44T y M-52T M / M, ambas piezas de 155 mm y a la luz de las lecciones aprendidas, los diseñadores y militares turcos tomaron algunos conceptos y elementos, así como tácticas y técnicas para el uso futuro de la artillería en el campo de batalla. Y en 1995, teniendo en cuenta las necesidades de apoyo artillero, se inicia el programa para la construcción de un moderno sistema de artillería, que resultaría en el Obús T-155 Fırtına, que fue el culmen de los resultados de los varios programas de mejoramiento iniciados anteriormente. El diseño, así como la gestión y postulación del programa, así como el primer prototipo, fueron obra de las plantas de manufactura Técnicas y Maestranzas del Departamento de Proyectos de Gestión de las armas y municiones, las municiones; así las pruebas de uso se realizaron en 1995, se comenzó con un cañón calibre 155mm/39 en 1997; montado sobre el primer prototipo hecho, pero la necesidad de un alcance más largo daría por resultado un nuevo cañón para presentarse en el obús 155/52; luego, se decidió que los sistemas de armas de grueso calibre a fabricarse se basaran en este exitoso estándar. El Ejército obtuvo con ello un éxito especial, que sería una distancia de alcance efectivo de 40 km, con el obús 155mm/52, y con el que se comenzaría la producción del segundo prototipo en el año 2000. Este Obús devino en un nuevo diseño para la torreta y un nuevo programa así como elementos de informática avanzados se implementaría en este moderno armamento. En septiembre de 2000 se inician las obras de producción de las torretas y de los componentes de la suspensión del sistema; que eran suministrados desde el exterior, y después la integración y ensamblaje de los primeros artefactos se completaría en diciembre de 2000. La producción de prototipos en Turquía durante el curso del año tenía previsto utilizar el nuevo cañón del sistema de artillería alemana; el del PZH 2000; pero el gobierno federal alemán, por medio del Consejo de Seguridad negó la exportación y la venta de partes y/o unidades del PZH 2000, lo que llevaría a ratificar un acuerdo en el que se suministrarían gran parte de los componentes vitales del sistema desde Corea del Sur; de donde vienen los K9 Thunder. El obús de prototipo, de acuerdo con el concepto de Un Objetivo-Una Batería, le permite al sistema una función a su similar surcoreano, la de dispara y evade; y a principios de 2001, algunos subsistemas (cargador automático, sistema completo del arma de calibre 155mm/52); serían suministrados desde Corea del Sur, ya que entre el gobierno turco y el de Corea del Sur se ha suscrito un contrato para suplir, y luego ceder las licencias de uso y manufactura de estas partes. En la actualidad, todos los subsistemas; salvo los sistemas de propulsión y el motor, se producen actualmente en Turquía, pero se espera que con la implementación del programa para un carro de combate local; la totalidad de los sistemas de armas autopropulsados de Turquía sean fabricados localmente al 100 %.

### T-155 ARV (Vehículo de reamunicionamiento)
Recientes desarrollos le han permitido a este ambicioso programa el obtener a Turquía un sistema totalmente automatizado de reamunicionamiento basado en los componentes mayores del T-155 Fırtına, este vehículo es igual al que en Corea del Sur ejecuta la misma función; emplazándose incluso de la misma manera que el K10 ARV. En un afuste de arco se extiende hacia la parte trasera de la torreta del T-155 Fırtına de donde se cambian las cargas defectuosas, o se suministran las recargas. El VRA dispone de una Unidad Auxiliar de Poder a diferencia del K10 ARV, lo que le posibilita al blindado operar con el motor apagado y mantener en funcionamiento los sistemas electrónicos, de comunicación y demás; como el de transferencia de munición, y aparte le permite funcionar de forma económica, sin tener el motor principal encendido constantemente.

## Usuarios y exportaciones

### Usuarios
- Turquía - 150 unidades.[1]
- Azerbaiyán - 36 unidades.En charlas sostenidas entre los mandatarios azerí y turco sobre la posible compra de equipamiento militar entre dichas partes se espera que un acuerdo final sea firmado a finales del 2011.[8][9][10] Un contrato por 36 howitzers T-155 fue firmado en 2011, pero fue retardado por complejidades surgidas en la manufactura de sus motores en Alemania y el embargo de armas sobre Azerbaiyán por su guerra contra Armenia.  Posteriormente se reportó que dicho embargo fue levantado y que las entregas se culminarían a fines del año 2014.[11]

### Posibles exportaciones
Las Fuerzas Armadas de Turquía han dispuesto una orden por la manufactura de 300 vehículos en total, saliendo de las líneas de producción un total de 24 vehículos terminados por año. Se espera que sea elegido en la competencia por un sistema de artillería autopropulsada en Noruega, en Colombia y en Suecia.[cita requerida]

## Uso en combate
El T-155 Fırtına se emplazó en la operación militar que incursionó territorio fronterizo con Irak, a la que se denominó Operación Sol, y que tuvo lugar a fines del año 2007 y hasta principios del año 2008, y con el fin de combatir a los milicianos del PKK en el norte de la frontera de Irak, territorio de mayoría kurda y que combate a un movimiento considerado como terrorista dadas sus aspiraciones nacionalistas que incluyen actos de terrorismo en dicha nación.
El obus T-155 ha sido recientemente desplegado en los roces fronterizos entre Siria y Turquía, así como en las ofensivas sobre Yarabulus de 2016.

### Vehículos similares
- PZH-2000
- TAM VCA
- Obús autopropulsado M108
 Obús autopropulsado M109
 Obús autopropulsado M110
  Obús autopropulsado NLOS
- AMX MK F3
- Sholef
- OTO Melara Palmaria (artillería)
- K-9 Thunder
- Tipo 75
 Tipo 99
- AHS Krab
- AS-90 Braveheart
- 2S19 Msta
- SSPH Primus
- G6 Rhino